# Andrew Wesley Stuart
Pour les articles homonymes, voir Stuart.
Andrew Wesley Stuart (1902 - 1984) est un fonctionnaire et un homme politique canadien du Nouveau-Brunswick.

## Biographie
Andrew Wesley Stuart naît le 12 février 1902 à l'Île Deer, au Nouveau-Brunswick.
Tout en étant inspecteur des pêches pour le gouvernement, il se présente aux élections fédérales et est élu député de la circonscription de Charlotte sous l'étiquette libérale le 11 juin 1945. Il est réélu en 1949, 1953 et 1957 mais perd son siège en 1958 face à Caldwell Stewart (en).
Il décède en novembre 1984.